# Boterkoek (Nederland)

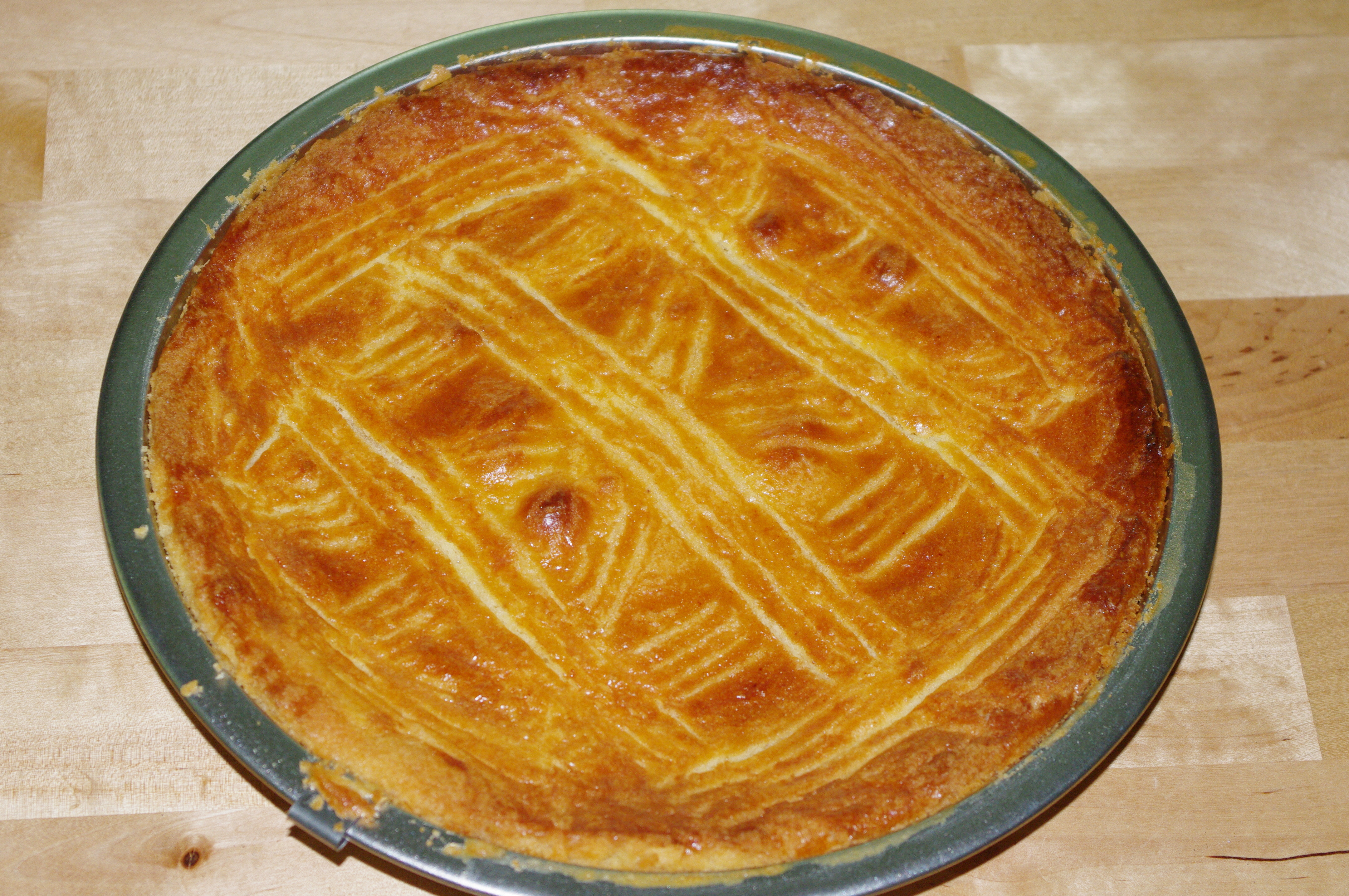
Een boterkoek

Een boterkoek is in Nederland een platte ronde koek die traditioneel voor een groot deel is bereid met boter. De koek wordt meestal gemaakt in een boterkoekvorm met een doorsnede van 20-24 centimeter.
De koek mag de naam boterkoek alleen dragen wanneer er echte roomboter wordt gebruikt.
Overige ingrediënten zijn bloem, basterdsuiker, een beetje zout en een ei. De boter wordt koud gebruikt waardoor het mixen iets moeilijker gaat en het deeg rijst niet want er wordt geen gist of ander rijsmiddel toegevoegd. Een deel van het (losgeklopte) ei wordt eveneens gebruikt om de bovenkant te bestrijken, opdat de koek een glimmende, goudbruin-achtige korst krijgt.
In de Joodse keuken is boterkoek verbonden met Chanoeka en wordt er vaak stemgember en gembersiroop doorheen gedaan.